# 7047 Lundström
7047 Lundström là một tiểu hành tinh vành đai chính với chu kỳ quỹ đạo là 1334.1847903 ngày (3.65 năm).
Nó được phát hiện ngày 2 tháng 9 năm 1978.